# Hallawa
Hallawa era una ciutat hitita al nord-est del país, entre Hattusa i Samuha. Les forces del rei Mursilis III, dirigides per Sippa-ziti, van quedar assetjades en aquesta ciutat durant la guerra civil entre el rei i Hattusilis d'Hakpis. Sippa-ziti va haver de demanar al rei Mursilis que anés a rescatar-lo; el rei va enviar a un home anomenat Anani-piya.